# Punta Dos Monjes
Punta Dos Monjes (spanisch für Zwei-Mönche-Spitze) ist eine Landspitze am südöstlichen Ausläufer der Gammainsel in der Gruppe der Melchior-Inseln im Palmer-Archipel westlich der Antarktischen Halbinsel. Südöstlich der Landspitze liegt das Normanna-Riff.
Argentinische Wissenschaftler benannten sie. Der weitere Benennungshintergrund ist nicht überliefert.